# George and the Dragon
George and the Dragon è un film del 2004 diretto dal regista Tom Reeve, ambientato nell'Inghilterra medievale e basato sulla leggenda di San Giorgio e il drago.

## Trama
George è un cavaliere di ritorno dalle Crociate con l'amico musulmano Tarik. Desidera ritirarsi dalla vita militare e comprare un pezzo di terra dove allevare bestiame e vivere in tranquillità; per concludere l'affare decide di aiutare il padrone del luogo, Re Edgar, a ritrovare sua figlia, la Principessa Lunna, scomparsa da tempo. Nella ricerca della principessa, oltre a George, sono impegnati anche Garth, cavaliere del re e promesso sposo di Lunna, il buon vecchio servitore della principessa Elmendorf e un giovane ragazzo arciere già incontrato da George . Avidi della ricompensa offerta dal re, alla ricerca della principessa ci sono anche un gruppo di mercenari con a capo il cavaliere nero El Cabillo.
La principessa ha incontrato una femmina di drago ferita che, prima di morire, ha deposto un uovo che ora la ragazza sta curando. Ritrovata da George il cavaliere ritenendo l'uovo pericoloso tenta di distruggerlo ma viene colpito per ben 2 volte da Lunna che non vuole che il drago che non ritiene pericoloso muoia in quanto lo ritiene un'offesa alla creazione stessa perché gran parte dei cavalieri attaccano i draghi per gloria senza pensare che non farebbero del male a nessuno e che ovviamente reagiscono per difendersi, perciò non volendo permettere che ciò avvenga costringe il cavaliere e i suoi amici a non distruggere l'uovo e portarlo con loro, per salvare quello che viene ritenuto essere l'ultimo drago rimasto sulla Terra, che Lunna ha chiamato Smite. Durante una sosta in un convento, la madre superiore del convento scopre l'esistenza dell'uovo e ritenendolo un pericolo né ordina la distruzione ma Padre Bernard che comprende la visione della creazione di Lunna di preservare la vita di ogni creatura lo impedisce ordinando alla suora di tacere. Successivamente vengono raggiunti da Garth che, scoperto che Lunna non vuole più sposarlo, la rapisce per costringerla al matrimonio e prendere quindi possesso del regno.
Subito dopo che George e i suoi compagni ritrovano Lunna e Garth, vengono raggiunti dai mercenari. George scopre che El Cabillo è in realtà il suo amico Tarik, che ha sconfitto il precedente capo dei briganti ereditandone il ruolo. Tarik decide di andarsene, ma i suoi soldati gli si rivoltano contro e tentano di catturare in ogni caso la principessa: inizia così la battaglia. Durante gli scontri il cucciolo di drago nasce ed esce dall'uovo, mentre Garth e George si alleano per combattere il nemico comune anche se continuano a scambiarsi colpi tra loro. Intanto arrivano Re Edgar e i suoi soldati, mentre il fedele Elmendorf si sacrifica per salvare la principessa. Giunge anche il genitore del cucciolo, che George decide di salvare anziché uccidere. La folla lo acclama come l'uccisore del drago e Lunna scappa, delusa. George cerca di raggiungerla ma viene fermato da Garth che sta per ucciderlo. Il genitore del drago però appare e divora Garth, salvando il cavaliere e la Principessa Lunna capisce che George non ha ucciso i due draghi. George che ha capito che i draghi non sono una minaccia ha fatto credere a tutti di averli uccisi ma la cosa dovrà restare segreta perché a causa dell'ignoranza degli uomini i draghi saranno sempre in pericolo in quanto vittime del pregiudizio dell'umanità che li ritiene pericolosi invece di comprendere come Lunna e infine George che sono creature meravigliose e per nulla pericolose. I due si baciano e partono verso nuove avventure.